# باشگاه فوتبال کاتانزارو ۱۹۲۹
باشگاه فوتبال کاتانزارو ۱۹۲۹ (انگلیسی: US Catanzaro 1929) یک باشگاه فوتبال مستقر در کاتانزارو، ایتالیا است که در حال حاضر در سری بی، دومین سطح لیگ فوتبال در این کشور به فعالیت می‌پردازد. 